# Cerro Rico
Cerro Rico (tiếng Tây Ban Nha có nghĩa là "Núi giàu có"), Cerro Potosí ("Núi Potosí") hoặc Sumaq Urqu (tiếng Quechua sumaq "đẹp, tốt, dễ chịu", urqu "ngọn núi", là một ngọn núi thuộc dãy Andes gần thành phố Potosí của Bolivia. Cerro Rico, được mọi người quan niệm là được "làm từ" quặng bạc, nổi tiếng vì đã cung cấp số lượng lớn bạc cho Đế quốc Tây Ban Nha, phần lớn trong số đó được chuyển về Tây Ban Nha. Người ta ước tính rằng 85% lượng bạc được sản xuất ở trung tâm Andes trong thời gian này đến từ Cerro Rico. Do hoạt động khai thác mỏ trên núi, thành phố Potosí trở thành một trong những thành phố lớn nhất ở Tân Thế giới. Tương truyền rằng anh hùng cách mạng Simón Bolívar đã từng phất cờ từ trên đỉnh ngọn núi đồ sộ này trong thời khắc lịch sử tượng trưng cho sự thành lập một quốc gia mới. Chỉ một năm sau, quốc hội quyết định đổi màu cờ thành màu vàng-đỏ-lục và bao gồm một huy hiệu có biểu tượng Thần ưng Andes, Lạc đà Alpaca và núi Cerro Rico.

## Lịch sử
Cerro Rico de Potosí là nguồn bạc dồi dào nhất trong lịch sử loài người. Việc khai thác quặng khoáng sản ở Cerro Rico de Potosí bắt đầu vào năm 1545 bởi Đế quốc Tây Ban Nha. Giữa thế kỷ XVI và XVIII, 80% nguồn cung cấp bạc của thế giới được khai thác từ mỏ này.
Sau nhiều thế kỷ áp dụng các phương pháp khai thác khoáng sản đã hủy hoại nghiêm trọng hệ sinh thái địa phương, ngọn núi vẫn tiếp tục được khai thác để lấy bạc cho đến ngày nay. Do điều kiện lao động tồi tệ, chẳng hạn như thiếu thiết bị bảo hộ chống hít phải bụi liên tục, nhiều thợ mỏ mắc bệnh bụi phổi silic. Ngọn núi vẫn đóng góp đáng kể cho nền kinh tế của thành phố, sử dụng khoảng 15.000 thợ mỏ.
Do quá trình khai thác kéo dài hàng thế kỷ, vào năm 2011, một hố sụt trên đỉnh núi đã xuất hiện và phải được lấp đầy bằng xi măng siêu nhẹ. Đỉnh cũng tiếp tục chìm vài centimet mỗi năm. Vào năm 2014, UNESCO đã thêm Cerro Rico và Potosí vào danh sách các địa điểm có nguy cơ biến mất do "các hoạt động khai thác không được kiểm soát" có nguy cơ "làm suy giảm địa điểm".